# 33532 Gabriellacoli
33532 Gabriellacoli è un asteroide della fascia principale. Scoperto nel 1999, presenta un'orbita caratterizzata da un semiasse maggiore pari a 2,3200524 UA e da un'eccentricità di 0,1112635, inclinata di 6,41184° rispetto all'eclittica.